# لامار جاكسون
لامار جاكسون (بالإنجليزية: Lamar Jackson) هو لاعب كرة قدم أمريكية أمريكي، ولد في 7 يناير 1997 في بومبانو سيتي في الولايات المتحدة.

## وصلات خارجية
- لامار جاكسون على موقع إي إس بي إن.كوم (أن.أف.أل)3
- لامار جاكسون على موقع مرجع كرة القدم المحترفة.كوم (الإنجليزية)
- لامار جاكسون على موقع كلية كرة القدم في سبورتس رفرنس.كوم (الإنجليزية)